# Гулак Микола Іванович
Мико́ла Іва́нович Гула́к  (25 травня 1821, Варшава — 27 травня (8 червня) 1899, Єлизаветполь (нині Гянджа), Азербайджан) — український науковець (математик, історик, філософ, літературознавець), правознавець, громадський і політичний діяч, публіцист, перекладач.

## Життєпис

Герб Гулаків «Лук»

Походив із козацько-старшинського, згодом дворянського роду Гулаків — нащадків генерального обозного Війська Запорозького часу гетьманства Петра Дорошенка Івана Гулака.
Народився у Варшаві, де його батько, Іван Іванович Гулак (родом із Золотоніського повіту Полтавської губернії) до відставки прослужив 14 років. Там мешкала і його родина, зокрема, дружина Івана Гулака та мати Миколи — Надія Андріївна Суровцева. Вийшовши у відставку в чині майора, Іван Гулак решту свого життя провів на хуторі Гулаківка на Полтавщині, працюючи копіїстом підкомірного (межевого) суду.
Початкову освіту Микола Гулак, певно, здобув удома. 1835 його віддали в один із приватних пансіонів, де дітей готували до вступу в університет.
1843 — закінчив юридичний факультет Дерптського університету (вступ 1838). Того ж року подав до вченої ради університету дисертацію «Спроба опису чужого права за французьким, пруським, австрійським і російським законодавством».
1844 — здобув учений ступінь кандидата права.
1845—1847 — чиновник канцелярії Київського військового губернатора, Подільського та Волинського генерал-губернатора.
Грудень 1845 — січень 1846 — разом із Миколою Костомаровим і Василем Білозерським заснував Кирило-Мефодіївське товариство.
18 березня 1847 — заарештований і ув'язнений у Шліссельбурзькій фортеці, де перебував до 1850. Під час слідства тримався особливо мужньо, відмовившися давати свідчення і назвати будь-кого з учасників братства.
Травень 1850—1855 — перебував під наглядом поліції в Пермі.

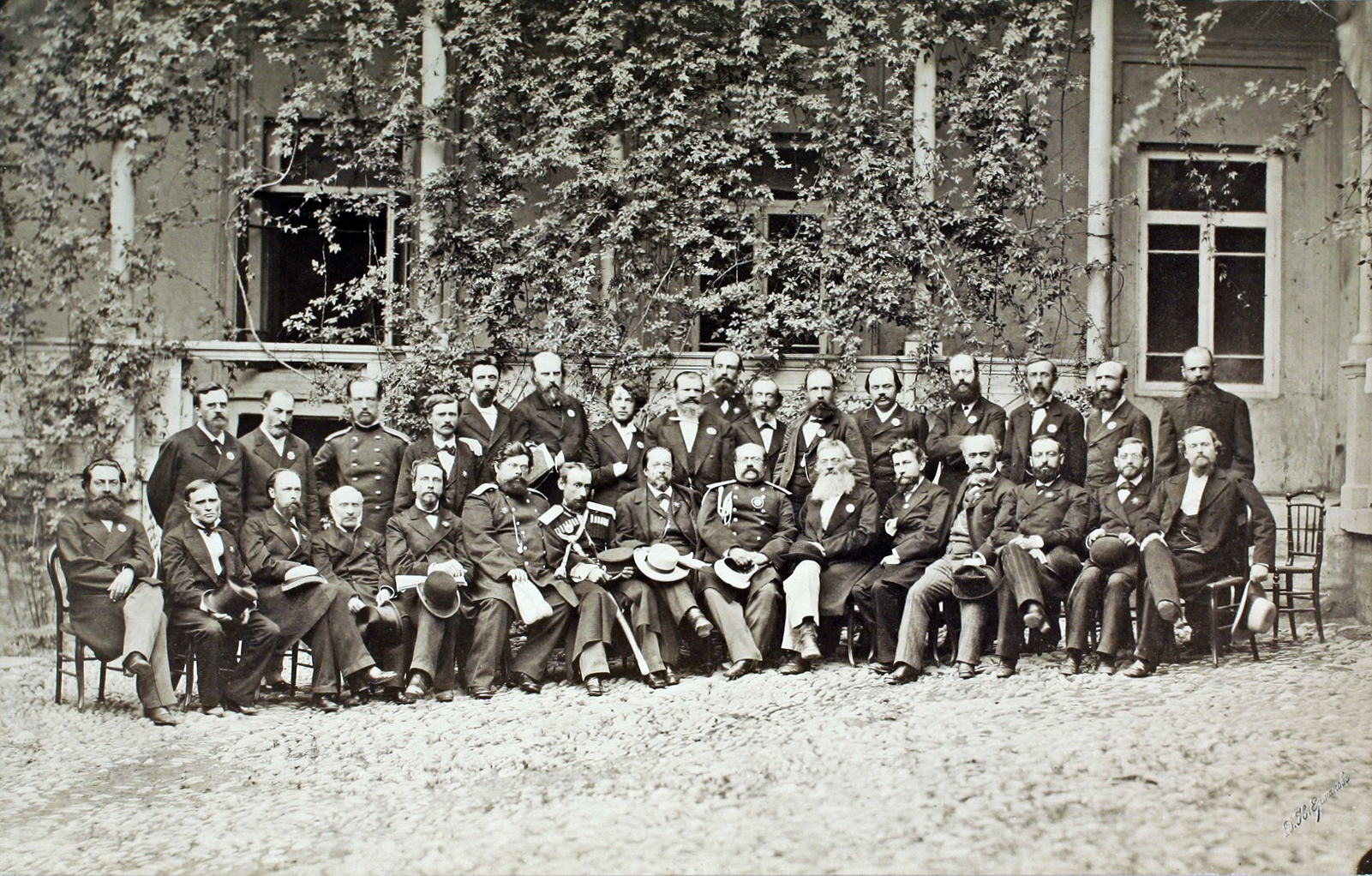
Микола Гулак (сидить у першому ряду 4-й ліворуч) серед учасників V Археологічного з'їзду. Тифліс, 1881 р. У першому ряду сидить 10-й ліворуч — М. Костомаров, стоїть у другому ряді 4-й ліворуч — В. Антонович

Після повернення із заслання працював викладачем математики, природничих наук та історії у навчальних закладах Одеси (1859—1861), Керчі (1861—1862), Ставрополя (1862—1863), Кутаїсі і Тбілісі (1863—1887).
Йому належать праці з історії, математики, філософії, юриспруденції, переклади з грузинської («Витязь у тигровій шкурі» Шота Руставелі) й азербайджанської літератури.
Зокрема, він написав 9-ть навчальних програм для Рішельєвського ліцею (згодом Новоросійського університету) в Одесі з аналітичної геометрії, вищої алгебри, диференційного та інтегрального числення, теорії ймовірності тощо. Помер 27 травня 1899 року.

## Вшанування пам'яті
1961 року іменем Гулака названо вулицю в Києві.

### У літературі
Роман Іваничук присвятив життю та діяльності Гулака історичний роман «Четвертий вимір» (1984 р.), за що автора було нагороджено Національною премією України ім. Т. Шевченка  (1985 р.)

## Твори М. І. Гулака
- Правові відносини поморських слов'ян / М. Гулак. - К. : [б.в.], 1997. - 55 с. - (Бібліотечка аспіранта ; вип. 4). - ISBN 5-7702-1134-2
- Розмова про простір / М. Гулак. - К. : [б.в.], 1996. - 32 с. - (Бібліотечка аспіранта ; вип. 2). - ISBN 5-7702-1270-5
- Твори / М. І. Гулак ; упоряд. М. Кратко ; Інститут фундаментальних досліджень, Волинський ін-т економіки та менеджменту. - Луцьк : [б.в.], 2007. - 360 с. - ISBN 978-966-361-170-9
- Дослідження трансцендентних рівнянь. — О., 1859 (франц. мовою).
- Опыт геометрии о четырех измерениях. — Тифлис, 1877.
- О Барсовой коже Руставели // Сб. материалов для описання местностей и племен Кавказа. — Тифлис, 1884. — Вып. 4.
- О месте, занимаемом грузинским языком в семье индоевропейских языков // Сб. материалов для описання местностей и племен Кавказа. — Тифлис, 1899. — Вып. 26.
- «Юридичний побут поморських слов’ян» (праця, вилучена при арешті 18.03.1847) // Кирило-Мефодіївське тов-во: У 3 т. — Т. 1. — К., 1990.